# پبل و پنگوئن
پبل و پنگوئن (انگلیسی: The Pebble and the Penguin) فیلمی پویانمایی در سبک فانتزی و موزیکال به کارگردانی دان بلات و گری گولدمن است که در سال ۱۹۹۵ منتشر شد. از صداپیشه‌های آن می‌توان به مارتین شورت، جیم بلوشی، تیم کوری و آنی گلدن اشاره کرد.